# Oliver Sorg
Oliver Sorg (Engen, 29 mei 1990) is een Duits voetballer die bij voorkeur als rechtsback speelt. Hij tekende in juni 2019 een contract tot medio 2021 bij 1. FC Nürnberg, dat hem overnam van Hannover 96.

## Clubcarrière
Sorg stroomde in 2012 door vanuit de jeugd van SC Freiburg. Op 21 januari 2012 maakte hij zijn profdebuut voor SC Freiburg, tegen Augsburg. Twee dagen later ondertekende hij zijn eerste profcontract. Sorg speelde met Freiburg onafgebroken in de Bundesliga tot hij in 2015 met de club degradeerde. Hij daalde zelf niet mee af naar de 2. Bundesliga, maar tekende in juni 2015 een contract tot medio 2019 bij Hannover 96.

## Interlandcarrière
Sorg kwam driemaal uit voor Duitsland -21. Hij ondervond er concurrentie van leeftijdsgenoten Sebastian Jung en Tony Jantschke. Onder leiding van bondscoach Joachim Löw maakte hij op dinsdag 13 mei 2014 zijn debuut in het Duits voetbalelftal, in een oefenwedstrijd tegen Polen (0-0), net als Christian Günter, Shkodran Mustafi, Antonio Rüdiger, Sebastian Rudy, Christoph Kramer, Leon Goretzka, André Hahn, Max Meyer, Maximilian Arnold, Kevin Volland en Sebastian Jung.
1 Reichert ·
2 Villadsen ·
3 Soares ·
4 Gruber ·
5 Drexler ·
6 Flick ·
9 Tzimas ·
10 Justvan ·
14 Goller ·
17 Castrop ·
18 Lubach ·
20 Jander ·
21 Yılmaz ·
22 Valentini  ·
23 Serra ·
26 Mathenia ·
28 Antiste ·
30 Emreli ·
31 Knoche ·
32 Janisch ·
33 Seidel ·
34 Forkel ·
35 Joachims ·
36 Schleimer ·
37 Kukučka ·
38 Osawe ·
39 Ortegel ·
44 Karafiát ·
Coach: Klose